# Анаткас-Абызово
Анатка́с-А́бызово (чув. Анаткас Хапăс) — деревня в Вурнарском районе Чувашской Республики. Входит в состав Апнерского сельского поселения.

## География
Находится в центральной части Чувашии, на расстоянии приблизительно 4 км на северо-запад по прямой от районного центра поселка Вурнары у республиканской автодороги.

## История
Известна с 1858 года как околоток деревни Большая Абызова (ныне не существует) с 182 жителями. До 1958 года называлась Анаткасы. В 1897 году было учтено 305 жителей, в 1906 — 70 дворов, 369 жителей, в 1926 — 96 дворов, 470 жителей, в 1939—560 жителей, в 1979—489. В 2002 году было 132 двора, в 2010 — 90 домохозяйств. В 1930 году был образован колхоз «Тальваха», в 2010 действовал ОАО «Вурнарский мясокомбинат».

## Население
Постоянное население составляло 328 человек (чуваши 98 %) в 2002 году, 263 в 2010.